# Špicberky
Špicberky, norsky Svalbard, je souostroví v Severním ledovém oceánu, které na základě Špicberské smlouvy spravuje Norsko. Nachází se severně od evropské pevniny, zhruba uprostřed mezi severním pobřežím Norska a severním pólem. Je to skupina ostrovů roztroušených mezi 74° a 81° severní šířky a mezi 10° a 34° východní délky. Největším ostrovem souostroví je Západní Špicberk, následují Severovýchodní země a Edgeův ostrov. Největším městem je Longyearbyen.
Přísně vzato se Špicberky (Spitsbergen) jmenuje pouze největší ostrov na západě souostroví, označování celého souostroví tímto jménem je ale značně rozšířené, byť nepřesné. Podle Špicberské dohody ze dne 9. února 1920 je souostroví pod přímou suverenitou Norska a podle zákona ze dne 17. června 1925 rovněž částí Norského království. Trvale obývané jsou pouze tři ostrovy: Západní Špicberk (Spitsbergen), Medvědí ostrov (Bjørnøya) a Hopen. Pro statistické účely je souostroví někdy uváděno společně se vzdáleným norským ostrovem Jan Mayen jako Špicberky a Jan Mayen.
Podle Špicberků pojmenovala anglická astronomka Mary Adela Blaggová pohoří Montes Spitzbergen na přivrácené straně Měsíce.

## Historie
První obyvatelé se na Špicberkách mohli vyskytovat již v eneolitu. Švédský archeolog H. Christiansson našel na ostrovech pazourek, který datoval do období 3 000 let před naším letopočtem.
Jeho nález je však osamocený a další jiné předměty či pozůstatky obydlí nebyly nalezeny. Špicberky byly objeveny koncem 12. století Vikingy. Poprvé se o Svalbard zmiňují islandské historické písemnosti z roku 1194. Podle ruských zdrojů byli prvními objeviteli Špicberk ruští Pomorové, kteří se začátkem 12. století vydávali za mroži severně od Medvědího ostrova. Rusové také dali ostrovům název Grumant, který vznikl zkomolením slova Grunland (Grónsko), země ker a ledu, o jejíž existenci se zřejmě doslechli od Švédů. Podle zápisků novgorodského kupce Ivana Novgorodce Pomorové na Grunmantu měli své rybářské a lovecké chatrče. 
Názor, že byly Špicberky objeveny ruským etnikem Pomorů prosazovali sovětští historici, pro toto tvrzení však nebyly doloženy žádné archeologické důkazy a je tak pravděpodobně lživé.
Později tento objev upadl v zapomnění a v roce 1596 byly Špicberky znovuobjeveny holandským mořeplavcem Willemem Barrentsem.
Souostroví je popsáno rovněž v islandské zeměpisné „encyklopedii“ Landnåmsboken z konce 12. století; neví se však, zda jsou v tomto díle popisovány opravdu dnešní Špicberky. V tradiční norštině se zdejší zemi říká Svalbarði – doslovný překlad by byl tedy „chladný okraj“. Opravdu nepopíratelným objevitelem se stal až Holanďan Willem Barents, který zde přistál v roce 1596, ale královské Holandsko respektovalo dánsko-norskou svrchovanost nad tímto územím. Mezi roky 1612–1720 se zdejší vody při západním pobřeží staly důležitou velrybářskou oblastí, lovili zde Dánové, Holanďané, Angličané, Francouzi a Norové. Odhaduje se, že samotní Holanďané vylovili něco okolo 60 000 velryb. Lov řídili ze základny Smeerenburg (česky Tukové město), kterou zde založili; ta jim také sloužila jako základna pro arktické expedice. V průběhu roku 1671 provedl kompletní pozorování místní flory a fauny německý lékař Friedrich Martens.
Jako výchozí bod si Špicberky vybralo i mnoho polárních expedicí, mj. expedice Roalda Amundsena a Umberta Nobileho – lety vzducholodí Norge a Italia k severnímu pólu. Ostrovy byly kompletně geologicky zmapovány až mezi roky 1940–1980 geology z Cambridge a dalších univerzit vedených většinou Brianem Harlandem.
Po napadení Sovětského svazu nacistickým Německem dne 22. června 1941 bylo veškeré civilní obyvatelstvo Špicberků evakuováno britskou válečnou lodí – Rusové do SSSR a Norové do Velké Británie (pevninské Norsko bylo v té době již německým protektorátem). Všechny strategické objekty byly pak zničeny (těžební zařízení na ropu a uhlí, elektrárna a radiostanice). Norská vojenská posádka ale zůstala v Longyearbyenu, Barentsburgu a Svea. Dne 8. září 1943 však byly tyto jednotky napadeny masívním útokem německých sil z bitevní lodi Tirpitz, 7 Norů bylo v obranném boji zabito, 41 mužů bylo zajato a odvezeno do zajetí v Německu, zbytek posádky se zachránil v horách. SSSR vznesl v roce 1944 požadavek, aby se souostroví Špicberky stalo společným norsko-sovětským kondominiem (felleseie) a Bjørnøya přímo částí sovětského území. Později byl tento požadavek stažen.
Dne 1. června 1973 rozhodla norská vláda o vytvoření tří národních parků, dvou velkých přírodních rezervací a celkem patnácti ptačích chráněných rezervací na souostroví. V roce 1973 začala také stavba zpevněné přistávací dráhy na letišti Svalbard lufthavn, Longyear. První letadlo zde přistálo 14. září 1974, letiště pak bylo oficiálně otevřeno dne 2. září 1975.

## Mezinárodní postavení

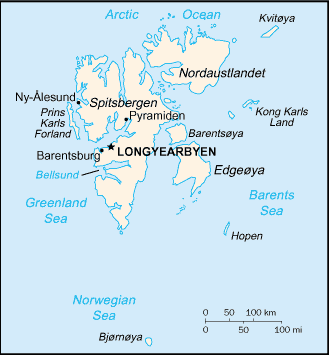
Mapa Špicberk

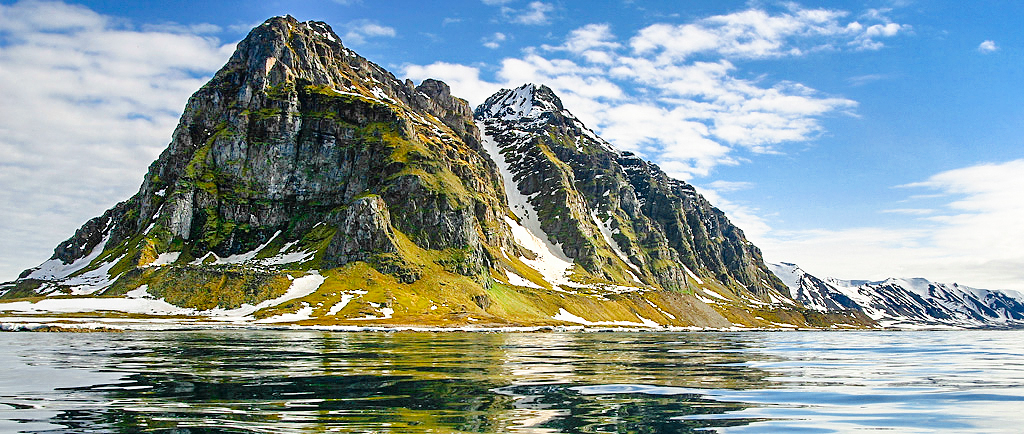
Prins Karls Forland

Špicberská dohoda z 9. února 1920 přiznává Norsku svrchovanost nad tímto územím, ale území musí zůstat demilitarizované. Norové převzali správu nad ostrovy v roce 1925. Nicméně podle této dohody mohou občané zemí, které se staly signatáři dohody (dohodu podepsalo i bývalé Československo) stejným právem využívat přírodní nerostná bohatství. Díky této dohodě zde mohla vzniknout osada Barentsburg mající stálé ruské osídlení. Další ruská osada Pyramiden je od roku 1998 téměř opuštěné místo od chvíle, kdy 31. března byla ukončena těžba a 900 obyvatel bylo kvapně evakuováno; přes zimu zde bývá 2–5 lidí, v létě je jich zde více. Osada Grumant zůstala opuštěná po odchodu Rusů stejně, jako některá další sídla. Bývaly časy, kdy na Špicberkách byla ruská populace větší než norská, ale to dnes již neplatí. Obyvatelstvo je velmi různorodé (včetně např. Thajců), Norové však mírně převažují nad ostatními národy.
Jmenovaný guvernér (sysselmann) Špicberk sídlí v městečku Longyearbyen, které je také administrativním centrem. Od roku 1995 je správcem Svalbardu, tedy i Medvědího ostrova, fylkesmann Nordlandu.

## Přírodní poměry

### Geografie
Špicberky tvoří skupina ostrovů v Severním ledovém oceánu rozprostírající se mezi 74° a 81° severní šířky a mezi 10° a 34° východní délky. Je to druhá nejsevernější část Evropy. Celková rozloha ostrovů je 62 050 km².
Souostroví dominují tři největší ostrovy Západní Špicberk (37 673 km²), Severovýchodní země (14 443 km²) a Edgeův ostrov (5074 km²). Další významné ostrovy jsou Barentsův ostrov (1288 km²), Bílý ostrov (Kvitøya) (682 km²), Země prince Karla (615 km²), Kongsøya (191 km²) v souostroví Země krále Karla, Medvědí ostrov (178 km²), Svenskøya (137 km²) a Wilhelmøya (120 km²).
Špicberky jsou z 60 % pokryté ledovci nebo sněžnými pláněmi. V říjnu 2010 byla na Špicberkách objevena pravděpodobně nejsevernější krasová jeskyně na světě (českým objevitelem v angličtině nazývaná Pepa Cave). Místní arktické podnebí ovlivňuje Severní Atlantik. Ostrovy leží daleko za polárním kruhem, přesto zde moře většinou nezamrzá.
V Longyearbyen, jsou takzvané bílé noci od 20. dubna do 23. srpna, tmu tu naopak mají od 26. října do 15. února.

### Klima
Golfský proud (resp. Norský proud) výrazně otepluje zejména západní pobřeží. V letních měsících bývá Grónské moře v okolí Špicberk zcela bez ledu. Průměrná teplota v červenci +5 °C a v lednu −12 °C (v 60. letech to bylo −25 °C, v této dekádě však byla celosvětově nižší[zdroj?] teplota než v předchozích letech zřejmě vlivem sopečných výbuchů). Teplota klesá směrem na východ. Díky föhnům může teplota stoupnout i na 15 °C. Roční úhrn srážek je 400–500 mm, ve vnitrozemí 200 mm. Srážky jsou v drtivé většině sněhové.

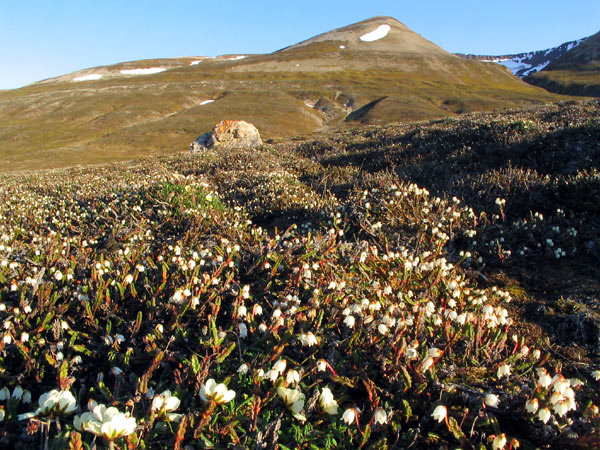
Ukázka kvetoucí flóry – Cassiope tetragona

### Příroda
Souostroví je územím několika národních parků, kvůli kterým je v určitých obdobích na některá území zcela zakázán přístup (např. k ostrovu Prince Karla se celý rok nesmí člověk přiblížit blíže než na 500 m, ostrov Moffen je chráněn od 15. 5. do 15. 9., kdy je možné se přiblížit maximálně na 300 m, jižní část ostrova Bjørnøya nesmí být vůbec navštěvována 1. 4.–31. 8., severní část pak 15. 6.–31. 8. apod.).
Je zde hnízdiště mnoha mořských ptáků a dokonce i dvou pěvců, kteří sem migrují a v létě hnízdí.
Jsou zde také čtyři druhy savců: hraboš (Microtus levis), liška polární, sob špicberský (poddruh soba, příbuzného grónským sobům) a medvědi lední. Protože jsou zde medvědi lední poměrně rozšíření, všichni, kdo jdou mimo osídlení, musí dodržovat bezpečnostní opatření, jedním z nich je nošení pušky. Nicméně zákony chrání medvěda ledního a je zapovězeno je rušit a jakkoliv obtěžovat.
Roste zde i přes drsné přírodní podmínky spousta rostlin, téměř všechny jsou malé a během krátkého léta musí stihnout rychle odkvést. Roste zde i nejnižší prales na Zemi, složený z místního poddruhu břízy.

### Zkameněliny

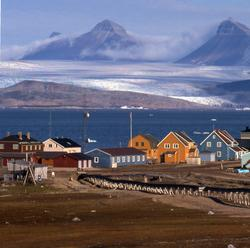
Ny-Ålesund v létě

Na Špicberkách byla objevena také bohatá fosilní fauna vyhynulých mořských plazů z pozdně jurského a raně křídového období (před 150 až 139 miliony let). Mezi nejzajímavější objevy patří fosilie plesiosaurů, dravých mořských plazů z období druhohor. V době druhohor byla tato oblast rovněž za severním polárním kruhem, takže místní ekosystémy byly obývány druhy živočichů a rostlin odolnými vůči chladu .
Již v roce 1960 byly v oblasti Isfjordenu objeveny také fosilní otisky stop ornitopodních dinosaurů staré kolem 125 milionů let (raná křída), další pak byly odkryty v 70. letech 20. století a na začátku 21. století.

## Osídlení
Na Špicberkách bylo v roce 2023 registrováno 2 530 obyvatel, přičemž většina těchto lidí žila v hlavním městě Longyearbyenu. Mezi obyvatelstvem převažovali Norové, v pořadí druhou nejsilnější populaci tvořili ruskojazyční obyvatelé. Z celkového počtu lidí, usídlených na Svalbardu, 423 osob bylo ruské nebo ukrajinské národnosti, dále zde žilo 10 Poláků a zbytek obyvatel (včetně studentů longyearbyenské univerzity) tvořili příslušníci jiných národností (podle údajů z roku 2005 to byli například Thajci, Švédové, Dánové a Němci).

### Sídla na Špicberkách
- Barentsburg (Баренцбург) (ruské osídlení, více než 400 obyvatel)
- Grumant (Грумант) (ruské osídlení, opuštěno v roce 1961)
- Isfjord radio (pobřežní radiová stanice)
- Longyearbyen (v roce 2013 celkem 2 075 obyvatel, k 12. 4. 2018 v Longyarbyenu a Ny-Ålesundu žilo celkem 2 214 osob[16])
- Ny-Ålesund (počet obyvatel 40)
- Pyramiden (Пирамида) (ruské osídlení, opuštěno v roce 2000) - v blízkosti Pyramiden se nachází terénní základna České arktické výzkumné stanice
- Smeerenburg (holandské osídlení, opuštěno v roce 1660)
- Sveagruva (norská hornická osada, počet obyvatel 90, s dělníky z Longyearbyenu celkem zhruba 300)

### Ekonomika
Ekonomické aktivity se soustředí na těžbu uhlí a následuje převážně rybolov. V poslední dekádě 20. století se zde velmi rozšiřuje turismus a rozvoj nových technologií sem přináší další příležitosti. Norsko si nárokuje výlučné právo na rybářskou oblast 200 námořních mil (370 km) od pobřeží. Rusko jeho nárok neuznává, protože podle Špicberské dohody mají všichni signatáři právo rybařit v teritoriálních vodách Špicberků. Špicberky jsou spojeny s pevninou do Harstadu přes Andøy obousměrnými optickými kabely, které jsou potřeba ke komunikaci se stanicemi, které řídí některé družice nad polárními oblastmi. Norská státní uhelná společnost zde zaměstnává téměř 60 % norské populace žijící na ostrově, také zajišťuje některé místní služby a infrastrukturu.

### Těžba uhlí
První moderní důl byl otevřen v roce 1906, když zde společnost Arctic Coal Company (ACC) zřídila tábor. Počet obyvatel se zde zvýšil a důl byl pojmenován po americkém vlastníkovi ACC John Munroe Longyearovi. V roce 1916 byl důl prodán norské společnosti Store Norske Spitsbergen Kull Compani (SNSK), společnost začala podnikat na nejjižnějším ostrově Bjørnøya a společnost Kings Bay Kull Compani zde otevřela důl „Ny Ålesund“. V průběhu 2. světové války byla těžba uhlí přerušena a ostrovy 3. září 1941 evakuovány. I přesto Němci bombardovali Longyearbarn a Barentsburg v září roku 1943 a Sveagruvu o rok později.
Důl „Ny Ålesund“ byl zavřen v roce 1963. V roce 1962 exploze v tomto dole zabila 21 lidí, od té doby je zde pouze přírodovědecká stanice.

## Doprava
Letiště Longyearbyen je jediným letištěm, které nabízí lety mimo souostroví. Scandinavian Airlines denně létají do Tromsø a Osla. Nízkonákladový dopravce Norwegian Air Shuttle létá do Osla třikrát až čtyřikrát týdně, nepravidelně bylo možné létat také do Ruska.
Letecká společnost Lufttransport vypravuje pravidelné firemní charterové lety z Longyearbyenu na letiště Ny-Ålesund a letiště Svea pro společnosti Kings Bay a Store Norske.  V Barentsburgu a Pyramidenu se nacházejí heliporty. Helikoptéry často využívají politici a v menší míře těžařská společnost Arktikugol.

## Vzdělání
Školu v Longyearbyenu navštěvují děti ve věku 6–18 let. Je to nejseverněji umístěná základní i střední škola na Zemi. Jakmile žáci dosáhnou věku 16 nebo 17 let, většina rodin se přestěhuje do pevninského Norska. Barentsburg má svou vlastní školu, kterou navštěvují příslušnici ruské komunity; v roce 2014 měla tři učitele. Před rokem 1998 existovala škola v osadě Pyramiden.

V Longyearbyenu se nachází Univerzitní centrum na Špicberkách (UNIS), nejseverněji umístěná vysoká škola na Zemi.

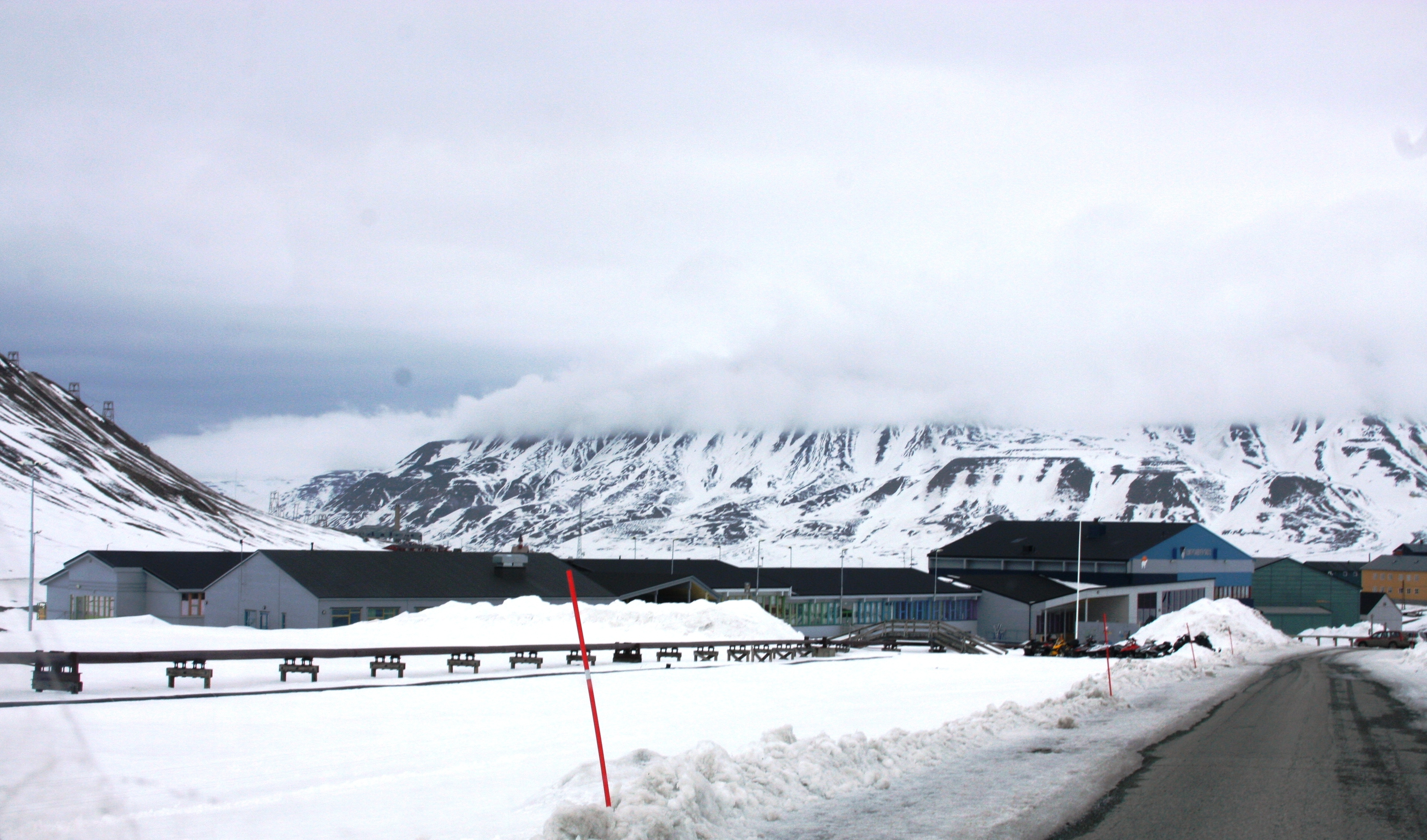
Longyearbyenská škola
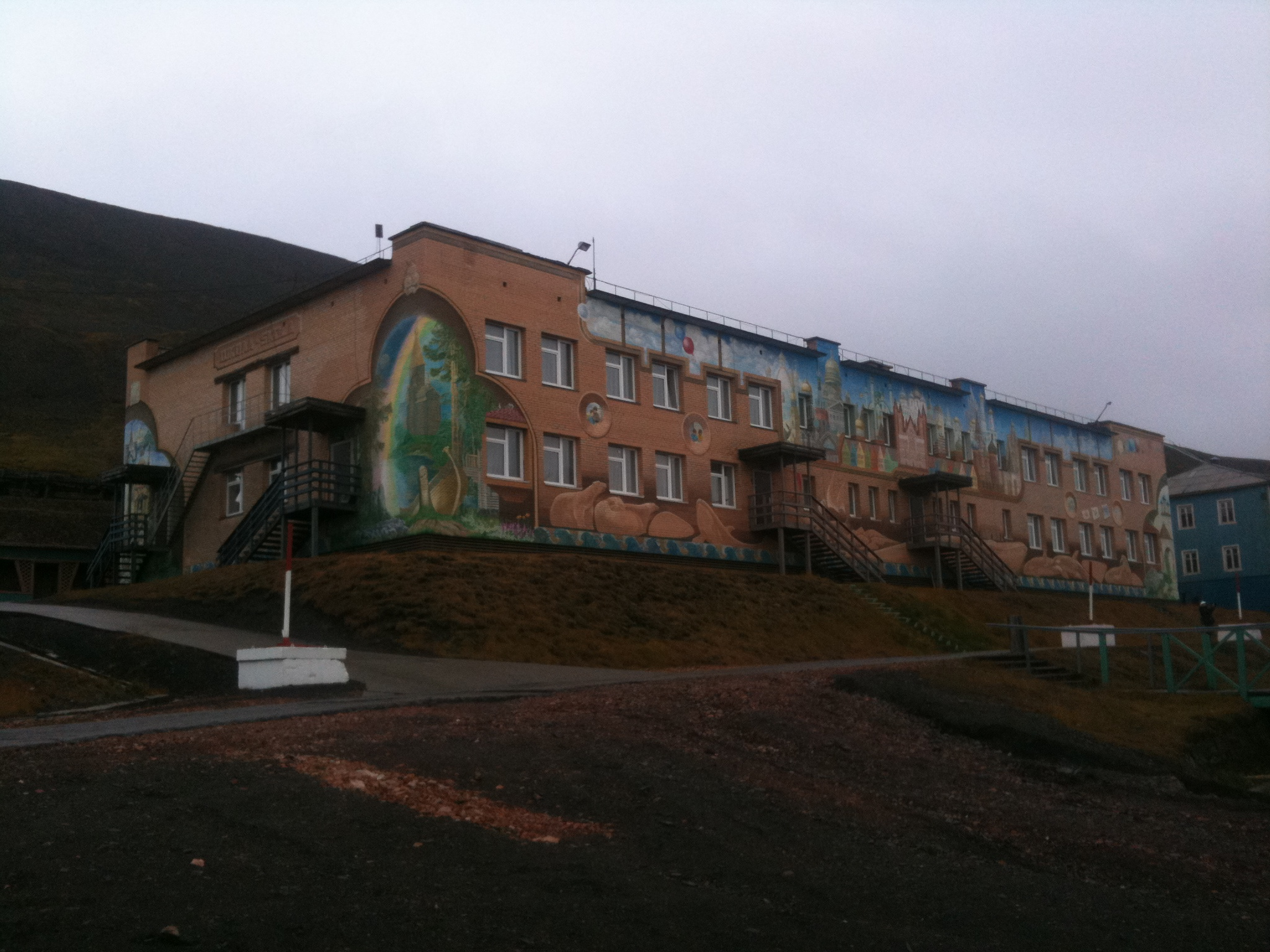
Barentsburská škola
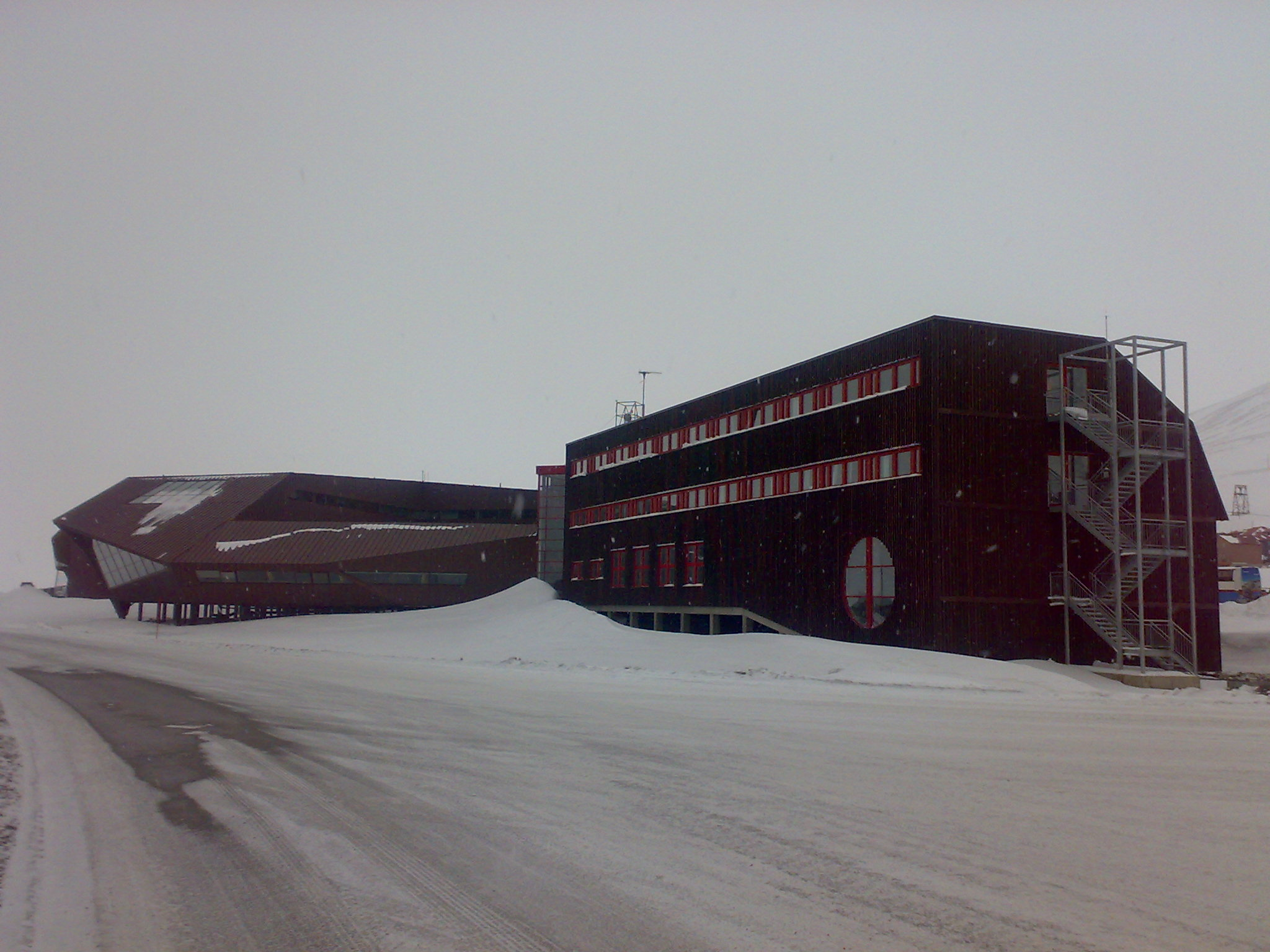
Univerzitní centrum na Špicberkách (UNIS)

## Sport
Nejoblíbenějším sportem na Špicberkách je fotbal. Nachází se zde tři fotbalová hřiště (jedno v Barentsburgu), ale vzhledem k malému počtu obyvatel zde nejsou žádné stadiony. K dispozici je krytá hala přizpůsobená pro různé sporty včetně futsalu.